# Asplenium protomajoricum
Asplenium protomajoricum är en svartbräkenväxtart som beskrevs av Pangua och Prada. Asplenium protomajoricum ingår i släktet Asplenium och familjen Aspleniaceae. Inga underarter finns listade.